# Charles-Honoré Rémy
Charles-Honoré Rémy (znany jako Charles Honoré lub Honoré, ur. 1793, zm. 1858) -– francuski dramaturg i aktor teatralny.

## Utwory
Był autorem krótkich utworów komediowych charakteryzujących się rozbudowaną warstwą muzyczną (liczne kuplety). Zyskał znaczną popularność na scenach paryskich. Jego utwory były wystawiane m.in. w: Théâtre des Folies-Dramatiques, Théâtre de la Porte-Saint-Martin i Théâtre des Délassements-Comiques.

### Wybrane utwory[1]
- Monsieur Terre-à-terre ou l’aérien de la rue Fondaudège et l’Hercule du cours Tourny (1819)
- Le Gascon à trois visages (we współpracy z Gabrielem de Lurieu, 1823)
- Le Château vert et la réserve ou la bouillabaisse et les oursins (1825)
- Bonardin dans la lune ou la monomanie astronomique ; Le Te Deum et le Tocsin ou la route de Rouen (we współpracy z Antoine'm Simonninem, 1830)
- Le Lendemain de la fin du monde ou la comète de 1832 (we współpracy z Théophile'm Marion Dumersanem, 1831)
- Trois gobe-mouches (1839)
- L’Assassin par humanité ou le drame à l’envers (1841)
- Une Morale au cabaret ou qui a bu boira (1846)
- Une mauvaise nuit est bientôt passée (1849)
- L’Île des bêtises (we współpracy z Michelem Delaporte'm, 1850)
- Une Allumette entre deux feux (1852)
- Un Papa charmant (1852)
- Une Femme qui s’ennuie (1854)
- Aide-toi, le ciel t’aidera (1855)
- Une Action d’éclat (1855)
- Les Domestiques de Paris (1855)
- Masque et visage (1856)
- Les Petits péchés de la grand’maman (1858)

## Twórczość Charlesa Honore’a w Polsce
W języku polskim inscenizowany był wodewil Charlesa Honore’a pt. Grzeszki babuni (fr. Les petites péchés de la grand maman). Prapremiera odbyła się w teatrze krakowskim w 1871 r. Był inscenizowany również w teatrach w Warszawie oraz przez zespoły teatrów prowincjonalnych: Juliana Grabińskiego, Pawła Ratajewicza, Karola Kremskiego i Henryka Krauzego. Akcja utworu rozgrywa się w Paryżu: para młodych ludzi odnajduje listy miłosne pisane przez ich babcię, panią Delmas, gdy była tak młoda i pełna życia jak oni dzisiaj. To odkrycie ośmiela ich do tego, by wyznać babci swą wzajemną miłość.